# Идти своим путём
«Идти своим путём» (англ. Going My Way) — художественный чёрно-белый фильм, обладатель 7 премий «Оскар», в том числе за лучший фильм.

## Сюжет
Отец Фицгиббон, пожилой священник округа, отслужил в старом районе города уже 45 лет, но его церковь бедна, плохо отапливается и имеет долги за аренду земли. Для поправки дел прихода к нему направлен молодой священник Чак О`Мэлли.
Отец Фицгиббон испытывает смешанные эмоции, общаясь с приезжим, слишком уж тот неординарен в своих взглядах на жизнь. И в самом деле, молодой священник, в свободное от службы время, играет в бейсбол с местной детворой, организует хор из трудных подростков и даже ходит в кино. Он говорит: «религия должна быть полной света и жизни, а не унылой и серой».
Проходят недели, и отец Фицгиббон и священник Чак О`Мэлли проникаются пониманием к друг другу, ведь их цель одна: нести радость слова Божьего людям.

## В ролях
| Актёр             | Роль               |
| ----------------- | ------------------ |
| Бинг Кросби       | отец Чак О`Мэлли   |
| Райс Стивенс      | Женевьев Линден    |
| Барри Фицджеральд | отец Фицгиббон     |
| Фрэнк МакХью      | отец Тимоти О`Дауд |
| Джеймс Браун      | Тед Хайнс-младший  |
| Джин Локхарт      | Тед Хайнс-старший  |
| Джин Хэзер        | Кэрол Джеймс       |
| Портер Холл       | мистер Бэлкнеп     |
| Фортунио Бонанова | Томасо Бозанни     |
| Джули Гибсон      | таксистка          |

## Премии и награды
На 17-й церемонии вручения наград премии «Оскар» фильм был представлен в 10 номинациях. Барри Фицджеральд был номинирован сразу на две награды: Премию «Оскар» за лучшую мужскую роль и Премию «Оскар» за лучшую мужскую роль второго плана (впоследствии правила были изменены, чтобы предотвратить повторение подобной ситуации). Фильм получил награды в 7 номинациях, включая Премию «Оскар» за лучший фильм.
| номинация                         | результат | победитель                                                          |
| --------------------------------- | --------- | ------------------------------------------------------------------- |
| Лучший фильм                      | Победа    | Paramount Pictures (Лео Маккэри, продюсер)                          |
| Лучший режиссёр                   | Победа    | Лео Маккэри                                                         |
| Лучшая мужская роль               | Победа    | Бинг Кросби                                                         |
| Лучшая мужская роль               | Номинация | Барри Фицджеральд                                                   |
| Лучшая мужская роль второго плана | Победа    | Барри Фицджеральд                                                   |
| Лучший адаптированный сценарий    | Победа    | Фрэнк Батлер и Фрэнк Кэветт                                         |
| Лучший литературный первоисточник | Победа    | Лео Маккэри                                                         |
| Лучшая песня к фильму             | Победа    | «Swinging on a Star» Музыка: Джимми Ван Хьюзен • Слова: Джонни Берк |
| Лучшая операторская работа        | Номинация | Лайонел Линдон Победитель — Джозеф Лашелл — Лора                    |
| Лучший монтаж                     | Номинация | Лерой Стоун Победитель — Барбара МакЛин — Вильсон                   |

Также лента получила «Золотую медаль за фильм года» от журнала Photoplay.